# Carl DeLuna
Carl Angelo DeLuna (* 30. April 1927 in Sizilien; † 21. Juli 2008 in Kansas City (Missouri), Rufname „Tuffy“) war ein US-amerikanischer Mobster der La Cosa Nostra und ein mächtiger Mafioso als Unterboss der Civella-Familie (Kansas City Crime Family).

## Leben
Aufgewachsen in Brooklyn (New York City), stieg DeLuna durch die Reihen der Hierarchie in seiner Familie schließlich zum Unterboss auf und wurde somit Nicholas Civellas zweiter Mann. Carl DeLuna war zu dieser Zeit auch mit Nicholas Civellas Neffen, Anthony Civella verschwägert.
Er selbst, behauptete höchstpersönlich für den Hinterhalt auf die drei rivalisierenden Spero-Brüder im Jahr 1978 verantwortlich gewesen zu sein.
Mitte der 1970er Jahre unterhielt DeLuna während der Mafia-Unterwanderung von mehreren Spiel-Kasinos in Las Vegas, gute Verbindungen zum Chicago Outfit, der Balistrieri-Familie (Milwaukee crime family) und der Licavoli-Familie (Cleveland crime family).
Das FBI von Kansas City, vermutete die Mafia-Beteiligung am Tropicana Casino in Las Vegas und startete eine großangelegte Untersuchung, bekannt als „Operation Strawman“, bei welcher eine Vielzahl von renommierten Gangstern und Assoziierten abgehört wurde. Mit den Beweisen die bei dieser Untersuchung bis in die späten 1970er Jahre gesammelt wurden, fand das FBI heraus, dass aus dem Tropicana Casino illegal Gelder abgeschöpft wurden. Man fand heraus, dass Joe Agosto (Leiter der Tropicana Folies Bergere show) der Umstand zuzuschreiben war, dass Nicholas Civella und Joseph Aiuppa (Boss des Chicago Outfit) heimlich Geld aus dem Casino schöpften. Im Jahr 1981 wurden Joe Agosto, Nicholas Civella, dessen Bruder Carl Civella, Carl DeLuna und Carl Thomas, welcher die Gelder mit zwei weiteren Männern abschöpfte, angeklagt und 1983 verurteilt. Diese Ereignisse wurden 1995 auch in Martin Scorseses Casino verfilmt. Im Film stirbt Piscano vor lauter Aufregung an einem Herzinfarkt während das FBI ihn in seinem Haus überrascht. In Wirklichkeit fiel das FBI in DeLuna seinem Haus am 14. Februar 1979 ein und fand in seinem Keller umfangreiche kryptische Notizen über die Geschäfte in Las Vegas. Dieser Umstand und die Tatsache, dass DeLuna längere Zeit vom FBI verwanzt und abgehört wurde, ermöglichten die besagten Anklagen im Jahr 1981.
DeLuna wurde zu 30 Jahren Haft verurteilt und im Jahr 1998 frühzeitig aus dem Gefängnis entlassen. Er starb im Jahr 2008 in Kansas City (Missouri), eines natürlichen Todes.

## Filme und Dokumentationen
- 1995: Casino (Die Rolle des Artie Piscano basiert auf Carl DeLuna.)